# Saltugilia caruifolia
Saltugilia caruifolia là một loài thực vật có hoa trong họ Polemoniaceae. Loài này được (Abrams) L.A. Johnson mô tả khoa học đầu tiên năm 2000.